# Sibbersdorfer See
Der Sibbersdorfer See ist ein See in der Holsteinischen Schweiz und liegt zwischen den Dorfschaften Sibbersdorf und Fissau, in der Gemeinde Eutin.

## Topographie
Der ungleichmäßiggeformte Natursee ist 56,6 ha groß, bis zu 5,8 m tief bei einer mittleren Tiefe von 3,5 m und liegt etwa 26,8 m ü. NN.

## Lage
Der Sibbersdorfer See gliedert sich in die Holsteinische Schweiz mit der für sie typischen Moränenlandschaft ein, in der auch die namensgebende Ortschaft Sibbersdorf liegt. Der See liegt nordöstlich der nächstgrößeren Stadt Eutin und nördlich des Großen Eutiner Sees, durch den die Schwentine nach dem Passieren des Sibbersdorfer Sees fließt.

## Artenvorkommen und Fischerei
Der See gilt, da er Lebensraum für mitteleuropäische Fischarten wie Aland, Barsch, Brassen, Große Maräne, Gründling, Güster, Hecht, Karausche, Karpfen, Kaulbarsch, Moderlieschen, Quappe, Rotauge, Rotfeder, Schleie, Ukelei und Zander bietet, als fischreich. Er wird durch die örtliche Fischerei Schwarten bewirtschaftet, wobei auch Gastanglern durch Angelkarten die Möglichkeit gegeben wird, den See zu nutzen; hierbei ist auch das Angeln vom Boot aus erlaubt.

## Möweninsel
Im Sibbersdorfer See befindet sich die etwa 5000 Quadratmeter große Möweninsel.

### Geschichte
Auf der Insel wurden bis zum Verkaufsverbot im Jahre 1988 Eier der dort nistenden Möwen gesammelt. Mit dem Ende dieses Eingriffes in die Natur begann die Insel zu verwuchern, da sie nicht mehr gepflegt wurde. Daraufhin übernahm die Vogelschutzgruppe Eutin-Malente im Jahr 1995 diese Pflegemaßnahme, wodurch die Anzahl der Brutpaare wieder gesteigert werden konnte.

### Artenvorkommen
Im Jahre 2004 wurden 1051 Brutpaare von 19 Vogelarten gezählt, davon 750 Paare Lachmöwen (Zum Vergleich: 1996 waren es nur 50 Paare), drei Paare Schwarzkopfmöwen, 22 Paare Fluss-Seeschwalben, 15 Paare Kanadagänse, ein Paar Austernfischer, zwei Kiebitz-Paare, 12 Paare Graugänse, 49 Paare Reiherenten und ein Schwanen-Paar. Lediglich die beiden Vogelarten Rohrammer und Teichrohrsänger siedelten sich trotz der Pflegemaßnahmen nicht wieder an, nachdem sie seit Ende der 1990er Jahre die Insel nicht mehr als Brutort nutzten.